# Nonner Straße
Die Nonner Straße ist eine Straße in der oberbayerischen Kurstadt Bad Reichenhall.

## Beschreibung
Die Nonner Straße zweigt beim Kirchberg-Schlössl in nördlicher Richtung von der Thumseestraße ab und verläuft ab der Peilsteinstraße in nordwestlicher Richtung weiter, kreuzt westlich der Kretabrücke die Staatsstraße 2101 und führt zwischen Hochstaufen-Kaserne und den Heimgärten zur Straße ins Nonner Oberland.

## Geschichte

Stadtplan um 1865, links unten Kirchberg

Im 17. Jahrhundert befanden sich an der Nonner Straße – ungefähr im Bereich des heutigen Hauses Nr. 11 – die Schmelzöfen, in denen am Hochstaufen gewonnenes Erz und Galmei verarbeitet wurden.
Im Ortsteil Kirchberg der damals eigenständigen Gemeinde Karlstein, dem Ausgangspunkt der Nonner Straße, gab es bereits einen Kurbetrieb, bevor im benachbarten Reichenhall 1846 die Sole- und Molkenkuranstalt Achselmannstein eröffnet wurde. Die Kirchberg-Quelle wurde bereits 1713 schriftlich erwähnt, ab 1822 verordnete der Salinenarzt Dr. Osterhammer erstmals mit Sole vermischte Bäder und fertigte Protokolle über die Erfolge seiner Therapien an. Das Bad war an das Kirchberg-Schlössl angeschlossen, dort wo die Nonner Straße in die heutige Thumseestraße mündet. Zu dieser Zeit befanden sich im Bereich zwischen Nonner Straße, Thumseestraße und Staatsstraße 2101 die Felder der Karlsteiner Bauern, Gebäude und Straßen gab es mit wenigen Ausnahmen nicht. Den südlichen Teil der Nonner Straße bildete bis Anfang des 20. Jahrhunderts der Kirchberger Mühlbach, der am Salzburger Wehr westlich der Talstation der heutigen Predigtstuhlbahn von der Saalach abzweigte und mehrere Mühlen in Kirchberg antrieb.

Elektricitäts-Werke Reichenhall am Kirchberger Mühlbach

Am 15. Mai 1890 eröffnete der Reichenhaller Holzstofffabrikant Konrad Fischer die Elektricitäts-Werke Reichenhall. Diese waren das erste öffentliche Wechselstromkraftwerk Deutschlands und das erste öffentliche E-Werk in Bayern. Das Laufwasserkraftwerk befand sich am Unterlauf des Kirchberger Mühlbaches kurz vor der Mündung in die Saalach, in etwa dort wo heute der Wohnblock Nonner Straße 26 steht. Mit dem Kraftwerk lieferte Fischer Strom für 2000 Glühlampen in Reichenhall und Karlstein.
Ab 1908 betrieb Albert Leuthenmayr in der Nonner Straße 10 eine Latschenkiefernölbrennerei. Dieser Betrieb war die erste direkte Konkurrenz für Josef Mack, der bis dahin als Einziger verschiedene Kurmittel aus dem Öl der Latschenkiefer anbot. Leuthenmayr war Gärtner und besaß seit den 1880er Jahren in Reichenhall eine Blumenhandlung, in der er Gartenblumen und Blumenbouquets anbot. Bereits 1913 erweiterte Leuthenmayr seine Fabrik auf zwei große Anlagen, da die Erzeugnisse aus der ersten, kleinen Destillationsanlage regelmäßig ausverkauft waren. Zu Leuthenmayers Kunden zählten der bekannte Chirurg Ferdinand Sauerbruch, die Königlich Bayerische Leib- und Hofapotheke sowie das britische Königshaus. In Bad Reichenhall gab es drei Vertretungen für „Leuthenmayrs Hochgebirgs-Latschenkiefer-Produkte“, darunter die Kronen-Apotheke in der Bahnhofstraße. 1943 wurde der Betrieb kriegsbedingt eingestellt, aber ab 1948 wieder aufgenommen. 1977 wurde der Betrieb endgültig aufgegeben, ab diesem Zeitpunkt fertigte die Engel-Apotheke in der Ludwigstraße die Leuthenmayrschen Produkte in Lizenz.
1910 wurde mit dem Bau des Saalachkraftwerks begonnen, das sich auch heute noch in Kirchberg befindet und eines der ältesten Bahnkraftwerke ist, das sich noch in Betrieb befindet. Durch den Bau der Talsperre bei Kibling fehlte für den Kirchberger Mühlbach das Wasser, der südliche Teil der heutigen Nonner Straße zwischen Thumseestraße und Staatsstraße 2101 entstand durch das Auffüllen des Mühlbaches mit dem Aushubmaterial aus dem Unterwasserkanal des Kraftwerks. Das Kraftwerk ging am 1. Januar 1914 in Betrieb.
Im Zuge der Aufrüstung der Wehrmacht wurde Bad Reichenhall Garnisonsstadt. Die neue Kaserne wurde ab Herbst 1934 westlich der Saalach auf dem Gebiet der Gemeinde Karlstein errichtet. Das Kasernenareal wurde durch Regierungsbeschluss mit Wirkung zum 1. Juli 1937 in die Stadt Bad Reichenhall eingemeindet. Gleichzeitig mit dem Bau der Kaserne wurde auch die neue Straße angelegt, vorher befand sich hier der Trautenweg, ein einfacher Fuß- oder Fahrweg in Richtung Nonn. In Erinnerung an die Kämpfe im Ersten Weltkrieg am Col di Lana in den Dolomiten, an denen auch das Deutsche Alpenkorps teilnahm, hieß die Straße Col-di-Lana-Straße. 
Der Luftangriff auf Bad Reichenhall am 25. April 1945 galt nicht der Kaserne in der Nonner Straße, sondern den Bahnstrecken Freilassing–Bad Reichenhall und Bad Reichenhall–Berchtesgaden, weshalb in der näheren Umgebung (vor allem im Kammerbotenviertel, der Bahnhof-, der Frühling- und der Salzburger Straße) die größten Schaden entstanden. In der Col-di-Lana-Straße wurden die Häuser 4, 6 und 8 leicht beschädigt.
Nach dem Ende des Zweiten Weltkriegs wurde die Straße in Nonner Straße umbenannt.

## Nahverkehr
Auf der Nonner Straße zwischen Thumseestraße und Staatsstraße 2101 verkehrt die Stadtbuslinie 2 der Stadtwerke, an der Einmündung der Rosenstraße befindet sich die Haltestelle Nonner Straße.